# NGC 118
NGC 118 (другие обозначения — UGC 264, IRAS00247-0203, MCG 0-2-32, KUG 0024-020B, MK 947, UM 244, 3ZW 9, NPM1G −02.0006, ZWG 383.16, PGC 1678) — галактика в созвездии Кит. Этот объект входит в число перечисленных в оригинальной редакции «Нового общего каталога».
Галактика представляет собой звёздное уплотнение в центре, окружённое голубым диском. Анализ спектра в ультрафиолетовом диапазоне показал, что в галактике происходит активный процесс звёздообразования. NGC 118 принадлежит к группе галактик, имеющей название G Mrk1261. Красный спектр галактик этой группы может быть объяснён присутствием старых звёзд в балдже.